# Rossinière
Rossinière (toponimo francese; in tedesco Russeneire, desueto) è un comune svizzero di 544 abitanti del Canton Vaud, nel distretto della Riviera-Pays-d'Enhaut.

## Monumenti e luoghi d'interesse

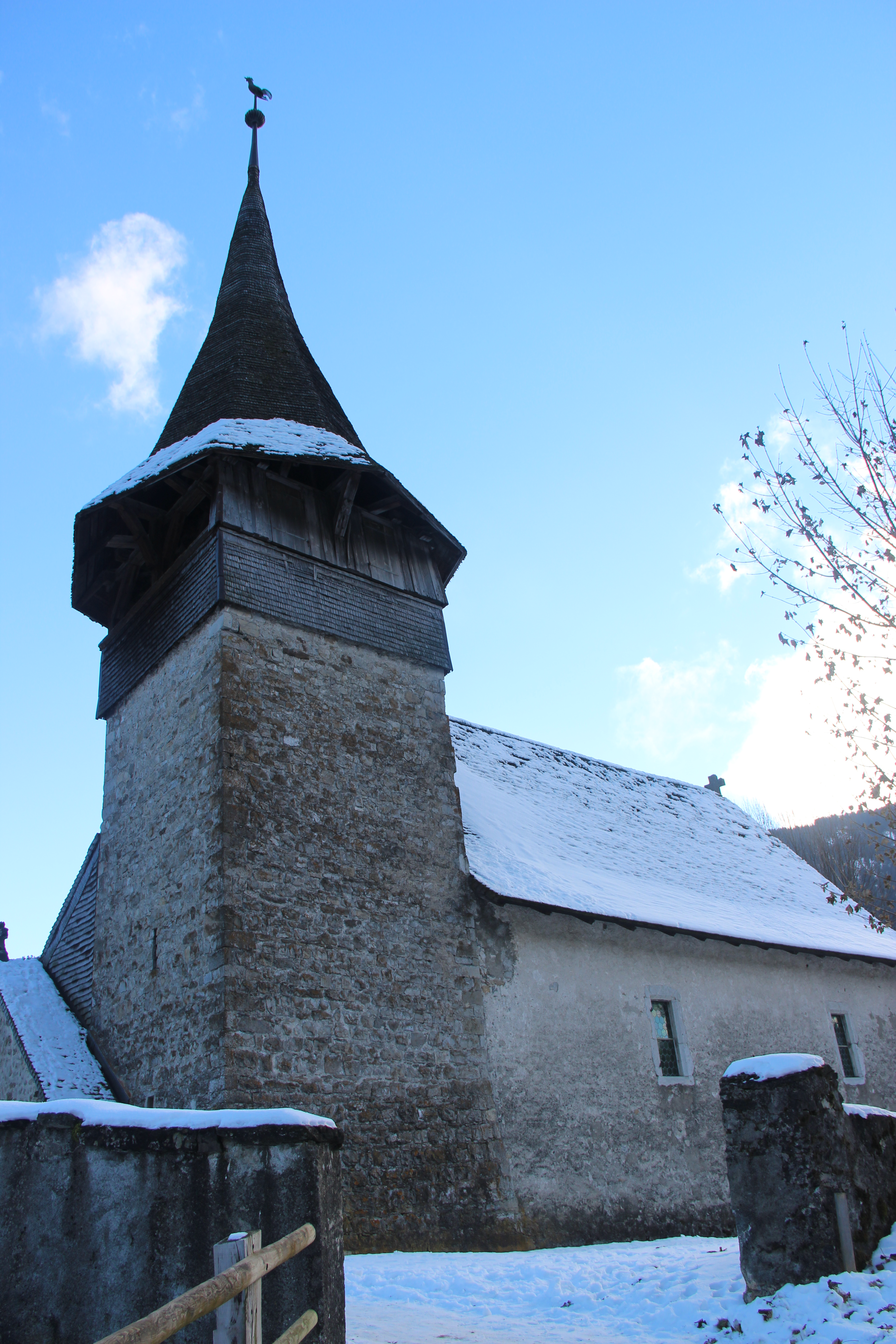
La chiesa di Santa Maria Maddalena

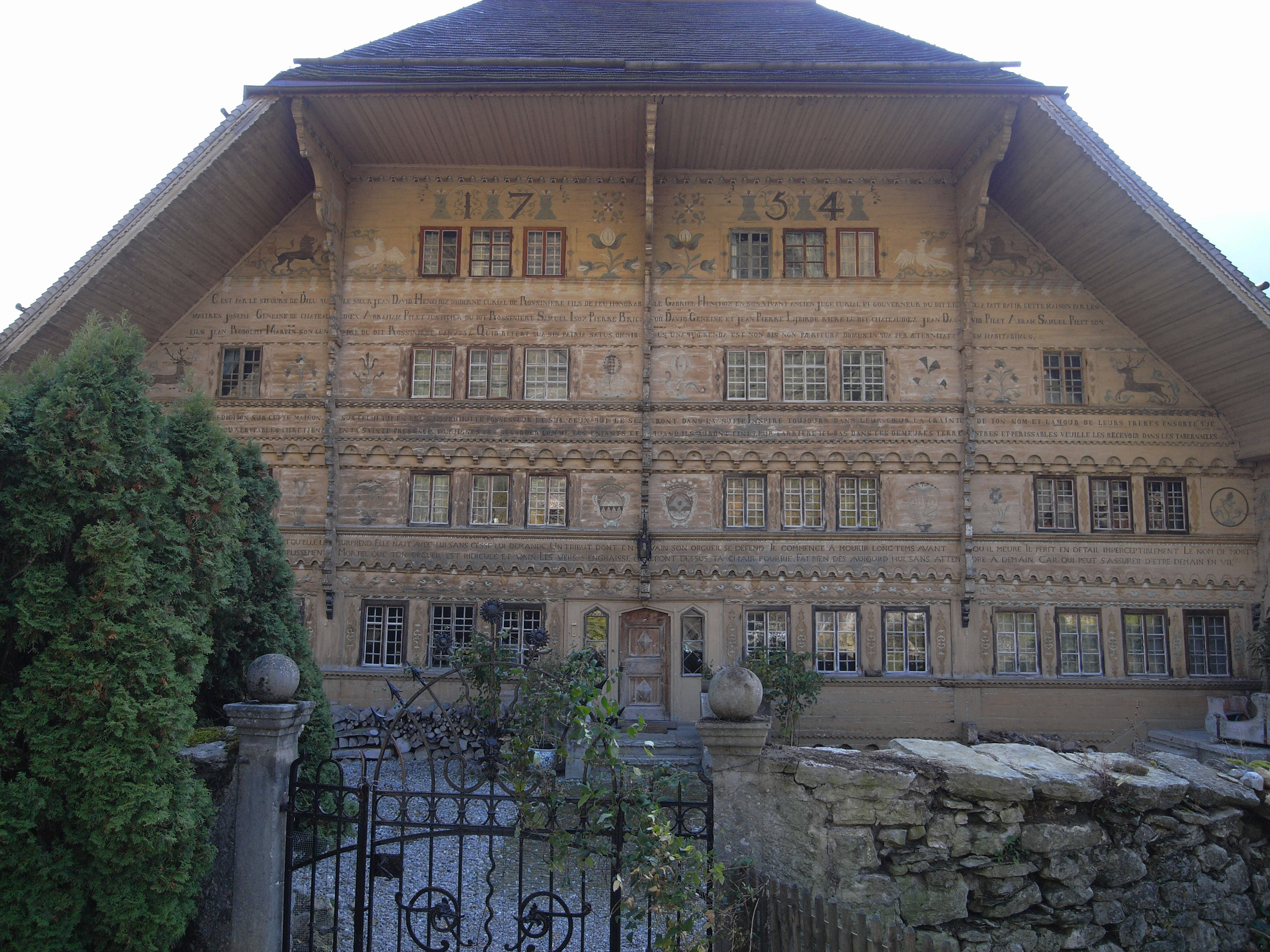
Il Grand Chalet

- Chiesa riformata di Santa Maria Maddalena, attestata dal 1316 e ricostruita nel 1645[1];
- Torre fortificata[1];
- Grand Chalet, eretto nel 1752-1756[1];
- Diga di Rossinière, eretta nel 1973[1].

## Società

### Evoluzione demografica
L'evoluzione demografica è riportata nella seguente tabella:
Abitanti censiti

## Cultura
A Rossinière è ambientato il libro per ragazzi Tesori tra la neve (Treasures of the snow) di Patricia Saint John, nonché la serie animata giapponese Sui monti con Annette, tratta dal medesimo libro.
Si parla di questo paese nel libro di Emanuele Trevi "il libro della gioia perpetua".
Dal 1977 fino alla morte avvenuta nel 2001, ha vissuto a Rossinière con la famiglia il grande  pittore Balthus, che è sepolto nel cimitero locale.

## Economia
Rossinière è una località di villeggiatura e una stazione sciistica.

## Infrastrutture e trasporti

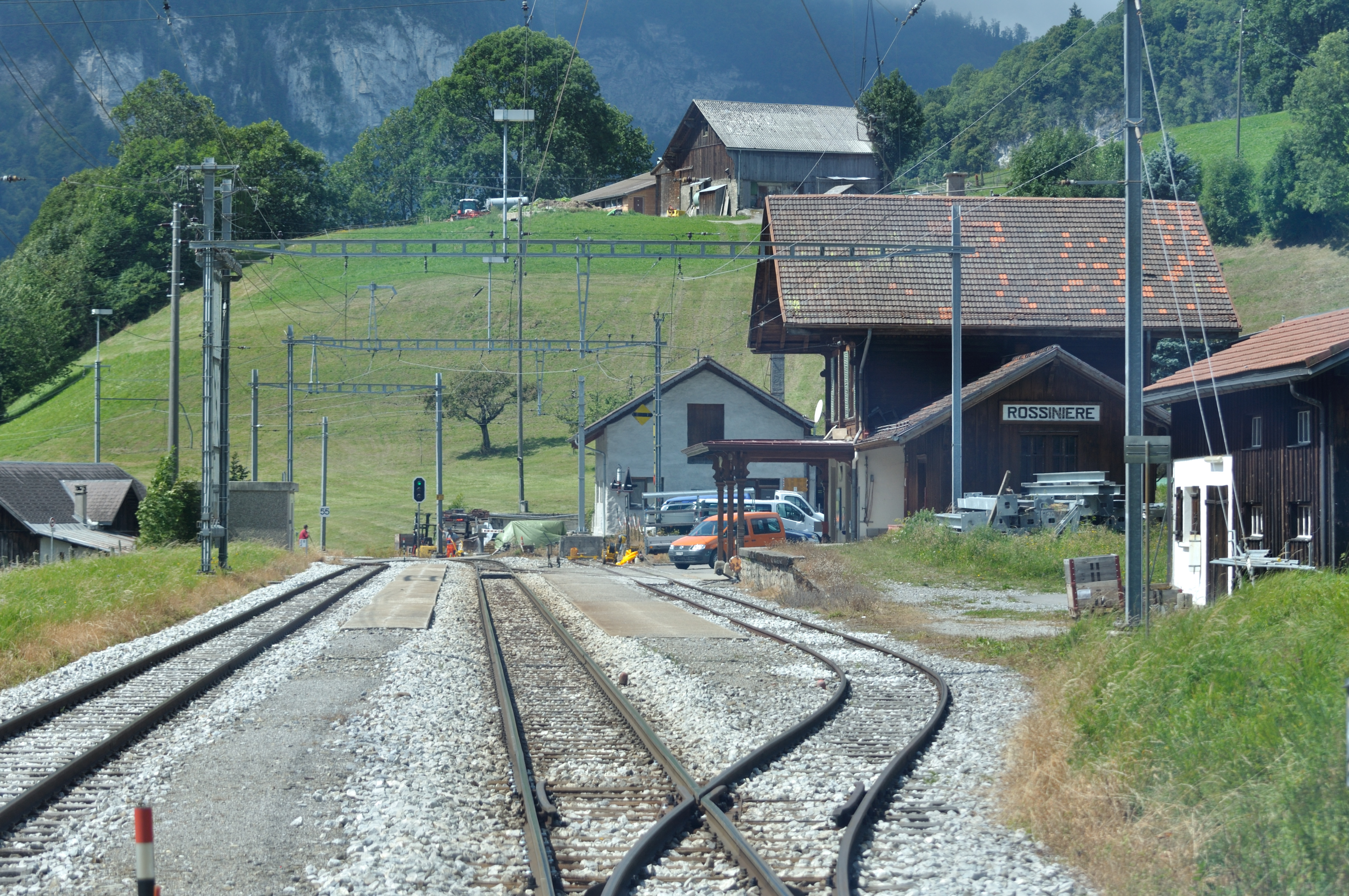
La stazione di Rossinière

Rossinière è servito dalle stazioni di Rossinière e di La Tine sulla ferrovia Montreux-Oberland Bernese.

## Amministrazione
Ogni famiglia originaria del luogo fa parte del cosiddetto comune patriziale e ha la responsabilità della manutenzione di ogni bene ricadente all'interno dei confini del comune.